# In Vitro Cellular and Developmental Biology - Plant
In Vitro Cellular and Developmental Biology - Plant is een internationaal, aan collegiale toetsing onderworpen wetenschappelijk tijdschrift op het gebied van de celbiologie, ontwikkelingsbiologie en plantkunde. De naam wordt in literatuurverwijzingen meestal afgekort tot Vitro Cell. Dev. Biol. Plant. Het wordt uitgegeven door Springer Science+Business Media namens de Tissue Culture Association en verschijnt tweemaandelijks. Het eerste nummer verscheen in 1965.